# Skärholmsdebatten
Skärholmsdebatten var en debatt om rekordåren som startade i samband med stadsdelen Skärholmens uppförande i Sverige som pågick 1968.
Inför och under invigningen av Skärholmens centrum i sydvästra Stockholm den 8 september 1968 hade förorten framförallt beskrivits i positiva ordalag. Invigningens huvudtalare var prins Bertil och Stockholms stadsborgarråd Hjalmar Mehr. Under hösten kom kritiska röster om miljön och arkitekturen. I den inledande kritiken förfasades man över den lyx man såg, men sedan svängde den att gälla modern slum.
Det var när litteraturkritikern Lars-Olof Franzén på Dagens Nyheters ledarsida skrev ett inlägg med rubriken "Riv Skärholmen" två dagar efter invigningen som debatten tog fart. I tidningens artikel kunde man bland annat läsa: “Skärholmens skyline är en kuliss kring ett förortscentrum som är ett av de mest människoföraktande som hittills byggts, en för sen import av amerikansk stadsplanering från slutet av fyrtiotalet, föråldrad redan då [...] vinden blåser mellan husen och affärerna är stängda och ingen har något där att göra, för det enda man kan använda Skärholmens center till är att rulla engångsglas så det låter riktigt jävligt mellan väggarna. Riv det!”
Under debatten kom kritiken att omfatta inte bara Skärholmen utan utvidgades mot hela decenniets arkitektur och stadsplanering.